# ウィルソン・キプルグト
ウィルソン・キプルグト（Wilson Kiprugut, 1938年1月1日 - 2022年11月1日）は、ケニアの陸上競技選手。800mの選手として1964年東京オリンピックに出場。1分45秒9の記録で、ニュージーランドのピーター・スネル(Peter Snell)、カナダのビル・クローザース(Bill Crothers)についで銅メダルを獲得。キプルグトは4年後の1968年メキシコシティーオリンピックにも出場し、1分44秒5の記録でオーストラリアのラルフ・ドーベル(Ralph Doubell)に次いで銀メダルを獲得した。

## 主な実績
| 年   | 大会                   | 場所                     | 種目 | 結果 | 記録     |
| ---- | ---------------------- | ------------------------ | ---- | ---- | -------- |
| 1964 | オリンピック           | 東京(日本)               | 800m | 3位  | 1分44秒9 |
| 1965 | オールアフリカゲームズ | ブラザビル(コンゴ)       | 400m | 1位  | 46秒9    |
| 1965 | オールアフリカゲームズ | ブラザビル(コンゴ)       | 800m | 1位  | 1分47秒4 |
| 1966 | コモンウェルスゲームズ | キングストン(ジャマイカ) | 800m | 2位  | 1分47秒2 |
| 1968 | オリンピック           | メキシコシティ(メキシコ) | 800m | 2位  | 1分44秒5 |